# 朗読のミカタ
『朗読のミカタ』（ろうどくのみかた）は、JRNに加盟する民放ラジオ局のうち、朝日放送ラジオ を除く33局で2022年9月26日（月曜日）から2023年3月30日（木曜日）まで平日の午後に放送されていた朗読番組。TBSラジオ（JRN基幹局）の制作による事前収録番組で、放送上は「新感覚の朗読エンタテイメント番組」と称している。
このページでは、2024年10月4日から毎週金曜日に上記の33局で放送している『朗読のヒロバ』（ろうどくのヒロバ）についても述べる。

## 概要

### 『朗読のミカタ』
番組のコンセプトは「文字あるところに朗読あり」。文学作品や歌詞にとどまらず、製品やサービスの説明、料理のレシピ、ルールなどが記された文章を、「読みのプロ」「声のプロ」（主にTBSテレビ のアナウンサー）が真剣に朗読した音源を放送している。
放送の時間帯は放送局によって異なるものの、TBSラジオ・ネット局とも、2021年10月4日から2022年9月23日まで編成されていた『GIFT～未来への贈り物～』から放送枠を継承。2022年12月30日までは、平日の全曜日（月 - 金曜日）に放送されていた。2023年には、金曜分の放送枠を1月の第1週（6日）から3カ月限定で『三井ダイレクト損保 presents 強くてやさしい金曜日』（TBSラジオ制作の収録番組）に充てる関係で、2月第4週までは週4日（月 - 木曜日）の放送へ移行。さらに、水曜分の放送枠を3月のみ『教えてスタ弁@法テラス相談室』（「スタ弁」こと法テラスのスタッフ弁護士とTBSテレビアナウンサーの上村彩子が出演する全4回の収録番組） に充てる関係で、同月第1週から第4週までは当番組の放送日を週3日（月・火・木曜日）に変更していた。
番組の終盤には1分間のCM枠を設けているが、番組の開始当初から特定のスポンサーが付いていないため、実際にはACジャパン関連のCMをフィラー扱いで流していた。ただし、編成上はJRNネットワークセールスの対象番組 に当たることから、特別編成などによって本来の時間帯に放送できない局も放送時間の変更などで対応している（詳細後述）。
TBSラジオ・ネット局とも、2023年3月30日（木曜日）放送分で終了。番組の最終週に当たる3月27日（月曜日）からの4日間は、赤江珠緒（TBSラジオにおける内包先番組で3月30日に終了した『赤江珠緒 たまむすび』のパーソナリティ）が朗読に臨んだ音源を放送した。赤江は最終回のエンディングで、当番組の終了を「今日でいったん栞をはさませていただく」と表現している。
当番組の終了によって、『ミュージック・ハイウェイ』の開始（1977年4月）以来（企画ネット方式での各局別放送をはさんで）平日の午後 - 夕方帯にレギュラーで編成されてきたJRNのネットワークセールス番組から月 - 木曜分の放送枠が消滅。前述したネットワークCMについては、各局の自主編成に応じて自社制作番組の中やスポットCM枠で消化するようになった（当該項で詳述）。

### 『朗読のヒロバ』
2023年4月以降も放送が続けられていた『強くてやさしい金曜日』が2024年9月28日で終了したことを受けて、翌週（10月4日）から同番組の放送枠（JRNネットワークセールス枠）を継承。『朗読のヒロバ』という番組タイトルは、TBSテレビアナウンサーの朗読会（同局総合編成本部アナウンスセンターの企画によってTBS放送センターなどで随時開催されている公開イベント）の名称に由来していて、「『声のプロ』が『ヒロバ（広場）』に集まって朗読する」というニュアンスを添えている。
番組の趣旨は『朗読のミカタ』と大きく異なっていて、古今東西の文学作品や民話から、朗読のテーマを月替わりで設定。また、TBSテレビの現職アナウンサーにとどまらず、フリーアナウンサー、ナレーター、俳優、声優なども朗読の一翼を担う。さらに、『朗読のミカタ』を放送していたラジオ局の一部（TBSラジオなど）では、同番組と別の時間帯に放送枠を設けている。

## 朗読のテーマ・出演者

### 『朗読のミカタ』
最終週に担当した赤江以外は、出演の時点でTBSテレビのアナウンサー。注釈に記載している担当番組などは、特記のない限り出演時点のものだが、必要に応じて追記。
| 放送日                | 朗読のテーマ                                                                                                 | 出演者                          |
| --------------------- | --- | ------------------------------- |
| 2022年 9月26日 - 30日 | 歌謡曲・J-POPの歌詞                                                                                          | 外山惠理                        |
| 10月3日 - 7日         | 『赤江珠緒 たまむすび』『金曜たまむすび』 （いずれもTBSラジオでの内包先番組） 曜日パートナーのウィキペディア | 山本匠晃                        |
| 10月10日 - 14日       | 道路交通法                                                                                                   | 皆川玲奈                        |
| 10月17日 - 21日       | 詩・ポエム                                                                                                   | 杉山真也                        |
| 10月24日 - 28日       | 野球のルール                                                                                                 | 熊崎風斗                        |
| 10月31日 - 11月4日    | 料理のレシピ                                                                                                 | 篠原梨菜                        |
| 11月7日 - 11日        | 大ヒットアニメ映画の主題歌の歌詞                                                                             | 宇内梨沙                        |
| 11月14日 - 18日       | 文豪・著名人の日記                                                                                           | 喜入友浩                        |
| 11月21日 - 25日       | サッカーのルール                                                                                             | 上村彩子                        |
| 11月28日 - 12月2日    | 有名鉄道路線の駅名                                                                                           | 山本匠晃                        |
| 12月5日 - 9日         | 掃除・収納のコツ                                                                                             | 小倉弘子                        |
| 12月12日 - 16日       | 文豪の手紙                                                                                                   | 出水麻衣                        |
| 12月19日 - 23日       | 定番のクリスマスソングの歌詞                                                                                 | 南波雅俊                        |
| 12月26日 - 30日       | 2022年を代表する楽曲の歌詞                                                                                   | 日比麻音子                      |
| 2023年 1月2日 - 5日   | お正月（和歌・かるたの朗読）                                                                                 | 喜入友浩                        |
| 1月9日 - 12日         | うさぎ にまつわる楽曲（童謡・J-POP）の歌詞                                                                   | 外山惠理                        |
| 1月16日 - 19日        | テニスのルール                                                                                               | 石井大裕                        |
| 1月23日 - 26日        | 歌舞伎の名台詞                                                                                               | 土井敏之                        |
| 1月30日 - 2月2日      | 新聞のラ・テ欄                                                                                               | 宇内梨沙                        |
| 2月6日 - 9日          | バレンタインにまつわるJ-POPの歌詞                                                                            | 杉山真也                        |
| 2月13日 - 16日        | バスケットボールのルール                                                                                     | 赤荻歩                          |
| 2月20日 - 23日        | 戦国武将の手紙                                                                                               | 喜入友浩                        |
| 2月27日・28日・3月2日 | 世界の言葉の挨拶                                                                                             | 南波雅俊                        |
| 3月6日・7日・9日      | 卒業ソングの歌詞                                                                                             | 山本里菜                        |
| 3月13日・14日         | 映画の興行収入                                                                                               | 山本匠晃                        |
| 3月16日               | ドキュメンタリー映画『War Bride 91歳の戦争花嫁』 の 中で紹介されている手紙                                   | 日比麻音子                      |
| 3月20日・21日・23日   | アントニオ猪木の詩集『馬鹿になれ』 に 収められている詩の一節                                                 | 土井敏之                        |
| 3月27日 - 30日        | 日本の昔話                                                                                                   | 赤江珠緒 （フリーアナウンサー） |

#### 備考
- 番組の冒頭では、朗読者が以下の口上を必ず披露してから、放送週のテーマを紹介。「一部の表現を分かりやすいようにアレンジ」（放送用に抜粋したうえで編集）した文章や詞を朗読する場合には、テーマの紹介に続いて、その旨を出典（抜粋元の書誌情報）と共に伝えていた。ただし、番組の最終週では、赤江が自身の氏名を最初に紹介している。

「文字あるところに朗読あり…そうです! 私たちは『朗読のミカタ』。
（朗読者が自身の氏名・肩書を紹介）
この時間は、『朗読のミカタ』。
世の中のありとあらゆる文字・文章を、週替わりで、『読みのプロ』『声のプロ』たちが心を込めて真剣に朗読。
声に出して読み上げることで、文章の『ミカタ』（見方）をガラリと変えてしまうかも知れない。
そんな『新感覚朗読エンタテインメント番組』です」
- 朗読テーマの設定については、放送週の暦を基調に、放送週に開催される行事・スポーツイベントや朗読者の経歴・趣味・特技を随時反映。番組の公式メールアドレスにリスナーが寄せたリクエストを基に、テーマを組むこともあった（注釈や出典で詳述）。

### 『朗読のヒロバ』
◎を付けた人物は、出演の時点でTBSテレビのアナウンサー。注釈に記載している担当番組などは、特記のない限り出演時点のものだが、必要に応じて追記。
| 放送年 | 放送日   | 朗読作品 （作者）                                              | 役名：出演者 |
| ------ | -------- | -------------------------------------------------------------- | --- |
| 2024年 | 10月4日  | 『分福茶がま』 （楠山正雄）                                    | 文福茶がま：石山蓮華（文筆家・俳優） くず屋：小倉弘子◎ 和尚：土井敏之◎ 語り（ナレーター）：古谷有美◎                              |
| 2024年 | 10月11日 | 『銀河鉄道の夜』 （宮沢賢治）                                  | ジョバンニ：石山蓮華 カムパネルラ：古谷有美◎ 博士：土井敏之◎ 語り：小倉弘子◎                                                      |
| 2024年 | 10月18日 | 『女生徒』 （太宰治）                                          | 私：石山蓮華 友達：古谷有美◎ 母：小倉弘子◎（「語り」も担当） サラリイマン：土井敏之◎                                              |
| 2024年 | 10月25日 | 『赤ずきんちゃん』 （グリム童話）                              | 赤ずきんちゃん：石山蓮華 狩人：小倉弘子◎ オオカミ：土井敏之◎ 語り：古谷有美◎                                                      |
| 2024年 | 11月1日  | 『山月記』 （中島敦）                                          | 李徴：山口良一（俳優・タレント） 袁傪：外山惠理◎（「語り」も担当）                                                                |
| 2024年 | 11月8日  | 『最後の一葉』 （オー・ヘンリー）                              | スー：外山惠理◎（「語り」も担当） ジョアンナ：上村彩子◎ ベアマン：山口良一                                                        |
| 2024年 | 11月15日 | 『紫式部日記』 （紫式部）の現代語訳                            | 紫式部：皆川玲奈◎（「語り」も担当） 帝・父親：初田啓介◎ 女官：上村彩子◎ 左衛門の内侍：外山惠理◎                                   |
| 2024年 | 11月22日 | 『つるのおんがえし』                                           | つる：上村彩子◎ おじいさん：初田啓介◎ 語り：古谷有美◎                                                                             |
| 2024年 | 11月29日 | 『不思議の国のアリス』 （ルイス・キャロル）から 「芋虫の忠告」 | アリス：古谷有美◎ 芋虫：初田啓介◎ 語り：皆川玲奈◎                                                                                 |
| 2024年 | 12月6日  | 『ベニスの商人』 （ウィリアム・シェイクスピア）                | シャイロック：亮太（シティホテル3号室） アントーニオ：押田（シティホテル3号室） ポーシャ（裁判官）：御手洗菜々◎（「語り」も担当） |
| 2024年 | 12月13日 | 『おいてけ堀』 （「本所七不思議」に数えられる怪談）            | 金太：押田（シティホテル3号室） 友人・妖怪・爺：亮太（シティホテル3号室） 語り：御手洗菜々◎                                       |
| 2024年 | 12月20日 | 『雪女』 （小泉八雲）                                          | 茂作：土井敏之◎（「語り」も担当） 巳之吉：喜入友浩◎ 雪女：宇内梨沙◎（オープニングの出演者紹介を兼務）                             |
| 2024年 | 12月27日 | 『ベートーヴェンの生涯』 （ロマン・ロラン）                    | ベートーヴェン：喜入友浩◎ 語り：宇内梨沙◎                                                                                         |
| 2025年 | 1月3日   | 『押絵と旅する男』 （江戸川乱歩）                              | 老人：土井敏之◎ 老人の兄：喜入友浩◎（「語り」とオープニングの出演者紹介を兼務）                                                   |
| 2025年 | 1月10日  | 『古事記物語』 （鈴木三重吉）から 「ヤマタノオロチ」           | スサノオ：高柳光希◎（オープニングの出演者紹介を兼務） アシナヅチ：初田啓介◎ 語り：外山惠理◎                                       |

#### 備考
- 『朗読のミカタ』と違って、朗読者が冒頭で特定の口上を述べない一方で、本のページを指でめくる音から放送を始めている。
- 原則として「語り」（ナレーション）の担当者は、オープニングで出演者を紹介。エンディングでは、X（twitter）上にアカウントを開設しているリスナーに対して、番組の感想に関するポスト（ツイート）を「#朗読のヒロバ」というハッシュタグ付きで投稿することを推奨している。さらに、「日本文学の古典」とされる作品（『紫式部日記』など）の朗読音源を流す回では、その作品の現代語訳から一部を抜粋していることをオープニングで説明している。

## 放送時間・ネット局

### 『朗読のミカタ』
- 放送日は基本として月 - 金曜日（『強くてやさしい金曜日』が放送された2023年1 - 2月は月 - 木曜日→同番組と『教えてスタ弁』が放送された3月第1 - 4週目は月・火・木曜日）。生ワイド番組へ内包している局の放送時間はあくまでも目安で、放送日によって前後することがあるほか、当該番組を編成できない日（年末年始など）には単独番組として別途放送している。

| 放送対象地域   | 放送局名                      | 放送時間      | 備考                                                                              |
| -------------- | ----------------------------- | ------------- | --------------------------------------------------------------------------------- |
| 関東広域圏     | TBSラジオ                     | 13:42 - 13:52 | 制作局 『赤江珠緒 たまむすび』（月曜 - 木曜）内 『金曜たまむすび』（金曜）内      |
| 秋田県         | 秋田放送（ABS）               | 12:10 - 12:20 |                                                                                   |
| 長崎県・佐賀県 | 長崎放送（NBC） NBCラジオ佐賀 | 12:15 - 12:25 |                                                                                   |
| 山形県         | 山形放送（YBC）               | 12:20 - 12:30 |                                                                                   |
| 山梨県         | 山梨放送（YBS）               | 12:20 - 12:30 |                                                                                   |
| 新潟県         | 新潟放送（BSN）               | 12:23 - 12:32 |                                                                                   |
| 岩手県         | IBC岩手放送                   | 12:25 - 12:35 |                                                                                   |
| 和歌山県       | 和歌山放送（wbs）             | 12:30 - 12:40 |                                                                                   |
| 福井県         | 福井放送（FBC）               | 12:50 - 13:00 |                                                                                   |
| 香川県         | 西日本放送（RNC）             | 12:50 - 13:00 |                                                                                   |
| 鹿児島県       | 南日本放送（MBC）             | 13:00 - 13:10 |                                                                                   |
| 青森県         | 青森放送（RAB）               | 13:05 - 13:15 | 『GO!GO!らじ丸』内                                                                |
| 島根県・鳥取県 | 山陰放送（BSS）               | 13:05 - 13:15 |                                                                                   |
| 高知県         | 高知放送（RKC）               | 13:05 - 13:15 |                                                                                   |
| 徳島県         | 四国放送（JRT）               | 13:10 - 13:20 |                                                                                   |
| 福岡県         | RKB毎日放送                   | 13:32 - 13:41 | 『＃さえのわっふる』内                                                            |
| 熊本県         | 熊本放送（RKK）               | 13:40 - 13:50 |                                                                                   |
| 中京広域圏     | CBCラジオ                     | 13:41 - 13:50 | 『北野誠のズバリ』内                                                              |
| 石川県         | 北陸放送（MRO）               | 13:50 - 14:00 | 『竜香の人生相談』（月曜）内 『おいね★どいね』（火曜 - 金曜）内                   |
| 大分県         | 大分放送（OBS）               | 14:20 - 14:30 | 『情熱ライブ!Voice』内                                                            |
| 宮城県         | 東北放送（tbc）               | 14:50 - 15:00 | 『GoGoはみみこい ラジオな気分』内                                                 |
| 山口県         | 山口放送（KRY）               | 14:50 - 15:00 | 『お昼はZETTAI ラジTIME』内                                                       |
| 愛媛県         | 南海放送（RNB）               | 15:00 - 15:10 | 『Tips』内                                                                        |
| 北海道         | 北海道放送（HBC）             | 15:35 - 15:45 | 『カーナビラジオ午後一番!』（月曜 - 木曜）内 『グッチーのGood Friday!』（金曜）内 |
| 沖縄県         | 琉球放送（RBC）               | 15:40 - 15:50 |                                                                                   |
| 福島県         | ラジオ福島（rfc）             | 16:10 - 16:20 |                                                                                   |
| 宮崎県         | 宮崎放送（mrt）               | 16:20 - 16:30 |                                                                                   |
| 静岡県         | 静岡放送（SBS）               | 16:30 - 16:40 |                                                                                   |
| 近畿広域圏     | MBSラジオ                     | 16:52 - 17:00 | ｢夕方もポチっとMラジ｣レーベルの番組内                                             |
| 長野県         | 信越放送（SBC）               | 17:15 - 17:25 |                                                                                   |
| 富山県         | 北日本放送（KNB）             | 17:15 - 17:25 | 年末年始には17:45 - 17:55に放送された。                                           |
| 岡山県         | RSK山陽放送                   | 17:15 - 17:25 |                                                                                   |
| 広島県         | 中国放送（RCC）               | 17:15 - 17:25 |                                                                                   |

### 『朗読のヒロバ』
- 2025年4月以降の放送時間を記載。放送日はいずれも金曜日だが、局名を太字で記したネット局では、放送開始時点で放送枠を『朗読のミカタ』と異なる時間帯に編成していた。生ワイド番組へ内包している局の放送時間はあくまでも目安で、放送日によって前後することがあるほか、当該番組を編成できない日（年末年始など）には単独番組として別途放送している。

| 放送対象地域   | 放送局名                      | 放送時間      | 備考                                        |
| -------------- | ----------------------------- | ------------- | ------------------------------------------- |
| 関東広域圏     | TBSラジオ                     | 15:50 - 16:00 | 制作局 『金曜ワイドラジオTOKYO えんがわ』内 |
| 高知県         | 高知放送（RKC）               | 11:35 - 11:45 | ネット局で唯一、午前帯に放送。              |
| 秋田県         | 秋田放送（ABS）               | 12:10 - 12:20 |                                             |
| 山形県         | 山形放送（YBC）               | 12:15 - 12:25 |                                             |
| 山梨県         | 山梨放送（YBS）               | 12:20 - 12:30 |                                             |
| 岩手県         | IBC岩手放送                   | 12:25 - 12:35 |                                             |
| 和歌山県       | 和歌山放送（wbs）             | 12:30 - 12:40 |                                             |
| 福井県         | 福井放送（FBC）               | 12:50 - 13:00 |                                             |
| 香川県         | 西日本放送（RNC）             | 12:50 - 13:00 |                                             |
| 鹿児島県       | 南日本放送（MBC）             | 13:00 - 13:10 |                                             |
| 青森県         | 青森放送（RAB）               | 13:05 - 13:15 | 『らじすく!エア』内                         |
| 新潟県         | 新潟放送（BSN）               | 13:10 - 13:20 |                                             |
| 徳島県         | 四国放送（JRT）               | 13:10 - 13:20 |                                             |
| 福岡県         | RKB毎日放送                   | 13:32 - 13:41 | 『Weekend Live あんたっちゃぶる』内         |
| 中京広域圏     | CBCラジオ                     | 13:41 - 13:50 | 『北野誠のズバリ』内                        |
| 熊本県         | 熊本放送（RKK）               | 13:50 - 14:00 | [ 注 54 ]                                   |
| 岡山県         | RSK山陽放送                   | 14:20 - 14:30 | 『あもーれ!マッタリーノ』内                 |
| 大分県         | 大分放送（OBS）               | 14:20 - 14:30 | 『えとう窓口のエンジン全開!』内             |
| 石川県         | 北陸放送（MRO）               | 14:45 - 14:55 | 『ノコトノラジオ FRIDAY』内                 |
| 宮城県         | 東北放送（tbc）               | 14:50 - 15:00 | 『GoGoはみみこい ラジオな気分』内           |
| 山口県         | 山口放送（KRY）               | 14:50 - 15:00 | 『お昼はZETTAI ラジTIME』内                 |
| 北海道         | 北海道放送（HBC）             | 15:35 - 15:45 | 『グッチーのGood Friday!』内                |
| 沖縄県         | 琉球放送（RBC）               | 15:40 - 15:50 |                                             |
| 愛媛県         | 南海放送（RNB）               | 16:00 - 16:10 | 『ニュースな時間』内                        |
| 島根県・鳥取県 | 山陰放送（BSS）               | 16:20 - 16:30 |                                             |
| 静岡県         | 静岡放送（SBS）               | 16:30 - 16:40 |                                             |
| 宮崎県         | 宮崎放送（mrt）               | 16:30 - 16:40 |                                             |
| 富山県         | 北日本放送（KNB）             | 16:35 - 16:45 | [ 注 57 ]                                   |
| 長崎県・佐賀県 | 長崎放送（NBC） NBCラジオ佐賀 | 16:40 - 16:50 |                                             |
| 近畿広域圏     | MBSラジオ                     | 16:52 - 17:00 | 『福島のぶひろの いんじゃない?』内          |
| 福島県         | ラジオ福島（rfc）             | 17:15 - 17:25 | 『ORANGE TIME』内                           |
| 長野県         | 信越放送（SBC）               | 17:15 - 17:25 |                                             |
| 広島県         | 中国放送（RCC）               | 17:15 - 17:25 |                                             |

### 備考
- TBSラジオとCBC・RKB・RBC以外のネット局は、NRNにも加盟する「クロスネット局」である。このため、『朗読のミカタ』や『朗読のヒロバ』を放送する時間帯がNRN全国ネット向けの生放送番組と重複する場合には、以下のように対応している。

#### 『朗読のミカタ』
- 2023年1月2日（月曜日）・1月3日（火曜日）：文化放送（NRN基幹局）制作の第99回箱根駅伝実況中継をTBS・MBS[注 60]・RKB・RBC以外のネット局でも放送したことに伴って、『朗読のミカタ』を本来放送する時間帯に中継していたネット局[注 61] では、『朗読のミカタ』の放送枠を別の時間帯へ臨時に移動。さらに、通常は『朗読のミカタ』を内包している生ワイド番組を中継との兼ね合いで休止した局では、『朗読のミカタ』を単独番組として放送した。また、上記以外のネット局の一部でも、年始特別編成との兼ね合いで同様の措置を講じた。

#### 『朗読のヒロバ』
- 2025年1月3日（金曜日）：文化放送制作の第101回箱根駅伝実況中継をTBS・MBS・RKB・RBC以外のネット局でも放送することや年始特別編成に伴い、基本として2023年の中継における『朗読のミカタ』の場合と同様の対応を実施。ただし、一部のネット局では編成の都合上当日の放送を休止したほか、tbcでは内包先番組を『シロクジTUNE』に変更して通常の時間帯で放送した。休止した局の一部（RKKなど）ではCMのみ放送した。

## 特別番組
TBSラジオでは、2023年3月27日（月曜日）の21:00 - 21:30（前週まで『High School a Go Go!!』をレギュラーで編成していた時間帯）に、当番組の特別番組として『TBSアナウンサーが贈る「朗読のヒロバ」』（土曜日であった同月18日の夕方にTBS放送センターで実施した公開収録方式の同名イベント のダイジェスト番組）を関東ローカルで放送した。
また、2024年8月15日（木曜日）の17:00 - 17:30には、『TBSアナウンサーによる「朗読のヒロバ2024年・夏」』と題して、8月3日（土曜日）に開催された公開収録イベントの模様を関東ローカルで放送した。
2024年12月27日（金曜日）の20:30 - 21:00に、『朗読のヒロバ ～もう一度聞きたい、あの物語』として、これまでの放送から山月記、おいてけ堀、紫式部日記、銀河鉄道の夜を再放送した。ナビゲーターは外山。通常、同時間帯に放送される『荻上チキ・Session』は裏送りで過去の再放送だった。